# باشگاه فوتبال گوانگدونگ وینروی
باشگاه فوتبال گوانگدونگ وینروی (انگلیسی: Guangdong Winnerway F.C.) یک باشگاه فوتبال از چین است که در شهر گوانگ‌ژو استان گوانگ‌دونگ قرار دارد. 